# Isopaches
Isopaches là một chi rêu trong họ Anastrophyllaceae.